# Keith Ballisat

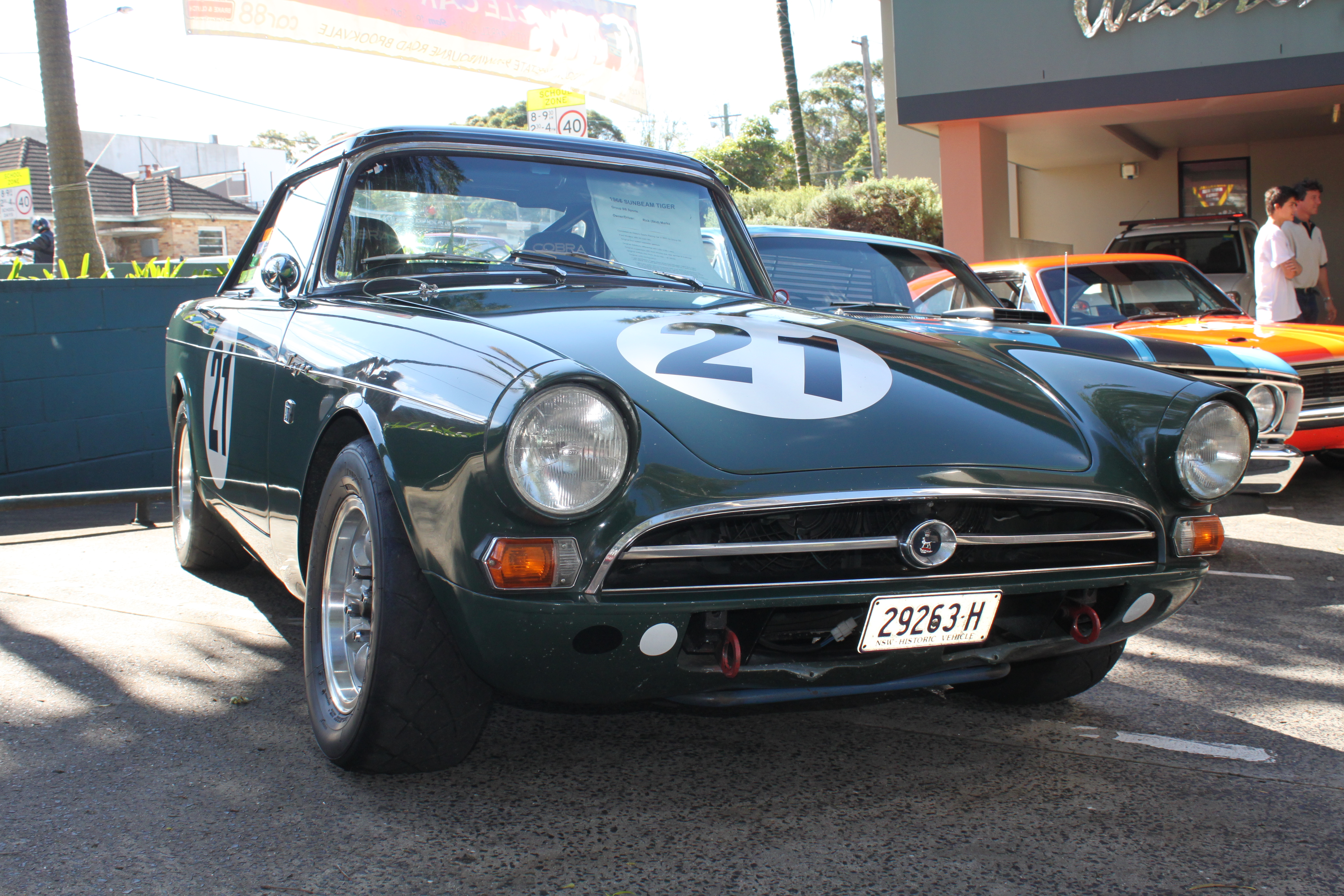
Mit einem Modell der Rennversion des Sunbeam Tiger bestritt Keith Ballisat das 24-Stunden-Rennen von Le Mans 1964

Keith Norman Robert Ballisat (* 20. Mai 1928 in Sutton; † 25. Mai 1996 in Bridgwater) war ein britischer Autorennfahrer.

## Karriere als Rennfahrer

### Rallyesport
Keith Ballisat war Ende der 1950er- und Anfang der 1960er-Jahre bei einigen Rallyes engagiert. 1958 wurde er gemeinsam mit Alain Bertaut Gesamtvierter bei der Alpenfahrt und 1959 Gesamtzweiter bei der Tulpenrallye. In beiden Fällen war ein Triumph TR3 sein Einsatzfahrzeug.

### Rundstrecke
Schon während seiner Zeit als Rallyefahrer ging Ballisat bei Rundstreckenrennen an den Start. Zwischen 1958 und 1960 bestritt er Formel-Junior- und Formel-2-Rennen. Beim Grand Prix de Caen 1958 (Einsatzfahrzeug ein Cooper T43) fiel er aus, die Lombank Trophy 1960 beendete er als Siebter (Cooper T43) und die Crystal Palace Trophy im selben Jahr als Sechster (Cooper T43). Außerdem ging er beim Lavant Cup und der Norfolk Trophy ins Rennen.
In den frühen 1960er-Jahren war er Sportwagenpilot und Werksfahrer bei der Standard Motor Company. Viermal war er beim 24-Stunden-Rennen von Le Mans am Start, mit der besten Platzierung 1961, als er Gesamtneunter wurde.
Nach dem Ende seiner Rennkarriere war er viele Jahre in der Ölindustrie tätig und unter anderem für die Rennaktivitäten von Shell verantwortlich. Er starb im Alter von 68 Jahren an einer Krebserkrankung.

## Statistik

### Le-Mans-Ergebnisse
| Jahr | Team                           | Fahrzeug                  | Teamkollege     | Platzierung     | Ausfallgrund |
| ---- | ------------------------------ | ------------------------- | --------------- | --------------- | ------------ |
| 1960 | Standard Triumph               | Triumph TR4S              | Marcel Becquart | nicht klassiert |              |
| 1961 | Standard Triumph Motor Company | Triumph TR4S              | Peter Bolton    | Rang 9          |              |
| 1963 | Sunbeam Talbot                 | Sunbeam Alpine            | Jackie Lewis    | Ausfall         | Motorschaden |
| 1964 | Rootes Group                   | Sunbeam Tiger Thunderbolt | Claude Dubois   | Ausfall         | Motorschaden |

### Einzelergebnisse in der Sportwagen-Weltmeisterschaft
| Saison | Team                              | Rennwagen               | 1   | 2   | 3   | 4   | 5   | 6   | 7   | 8   | 9   | 10  | 11  | 12  | 13  | 14  | 15  | 16  | 17  | 18  | 19  | 20  | 21  | 22  |
| ------ | --------------------------------- | ----------------------- | --- | --- | --- | --- | --- | --- | --- | --- | --- | --- | --- | --- | --- | --- | --- | --- | --- | --- | --- | --- | --- | --- |
| 1960   | Standard Motor Company            | Triumph TR4             | BUA | SEB | TAR | NÜR | LEM |     |     |     |     |     |     |     |     |     |     |     |     |     |     |     |     |     |
| 1960   | Standard Motor Company            | Triumph TR4             |     | DNF |     |     |     |     |     |     |     |     |     |     |     |     |     |     |     |     |     |     |     |     |
| 1961   | Les Leston Standard Motor Company | Lotus Elite Triumph TR4 | SEB | TAR | NÜR | LEM | PES |     |     |     |     |     |     |     |     |     |     |     |     |     |     |     |     |     |
| 1961   | Les Leston Standard Motor Company | Lotus Elite Triumph TR4 |     |     | 34  | 9   |     |     |     |     |     |     |     |     |     |     |     |     |     |     |     |     |     |     |
| 1962   | TVR                               | TVR Grantura            | DAY | SEB | SEB | MAI | TAR | BER | NÜR | LEM | TAV | CCA | RTT | NÜR | BRI | BRI | PAR |     |     |     |     |     |     |     |
| 1962   | TVR                               | TVR Grantura            |     |     |     |     |     |     |     | 11  |     |     |     |     |     |     |     |     |     |     |     |     |     |     |
| 1963   | Sunbeam                           | Sunbeam Alpine          | DAY | SEB | SEB | TAR | SPA | MAI | NÜR | CON | ROS | LEM | MON | WIS | TAV | FRE | CCE | RTT | OVI | NÜR | MON | MON | TDF | BRI |
| 1963   | Sunbeam                           | Sunbeam Alpine          |     |     |     |     |     |     | DNF |     |     |     |     |     |     |     |     |     |     |     |     |     |     |     |
| 1964   | Rootes-Gruppe                     | Sunbeam Tiger           | DAY | SEB | TAR | MON | SPA | CON | NÜR | ROS | LEM | REI | FRE | CCE | RTT | SIM | NÜR | MON | TDF | BRI | BRI | PAR |     |     |
| 1964   | Rootes-Gruppe                     | Sunbeam Tiger           |     |     |     |     |     | DNF |     |     |     |     |     |     |     |     |     |     |     |     |     |     |     |     |